# Грювер (Техас)
Грювер (англ. Gruver) — місто (англ. city) в США, в окрузі Генсфорд штату Техас. Населення — 1130 осіб (2020).

## Географія
Грювер розташований за координатами 36°15′38″ пн. ш. 101°24′26″ зх. д. / 36.26056° пн. ш. 101.40722° зх. д. (36.260494, -101.407122).  За даними Бюро перепису населення США в 2010 році місто мало площу 2,85 км², уся площа — суходіл.

## Демографія
Згідно з переписом 2010 року, у місті мешкали 1194 особи в 434 домогосподарствах у складі 326 родин. Густота населення становила 418 осіб/км².  Було 496 помешкань (174/км²).
Расовий склад населення:
| - 82,7 % — білих - 0,8 % — чорних або афроамериканців - 0,3 % — корінних американців - 15,0 % — осіб інших рас |

До двох чи більше рас належало 1,2 %. Частка іспаномовних становила 36,5 % від усіх жителів.
За віковим діапазоном населення розподілялося таким чином: 30,7 % — особи молодші 18 років, 55,8 % — особи у віці 18—64 років, 13,5 % — особи у віці 65 років та старші. Медіана віку мешканця становила 36,5 року. На 100 осіб жіночої статі у місті припадало 100,0 чоловіків;  на 100 жінок у віці від 18 років та старших — 102,2 чоловіків також старших 18 років.
Середній дохід на одне домашнє господарство  становив 58 224 долари США (медіана — 45 357), а середній дохід на одну сім'ю — 65 458 доларів (медіана — 56 875). За межею бідності перебувало 11,2 % осіб, у тому числі 21,0 % дітей у віці до 18 років та 11,6 % осіб у віці 65 років та старших.
Цивільне працевлаштоване населення становило 538 осіб. Основні галузі зайнятості: сільське господарство, лісництво, риболовля — 23,4 %, освіта, охорона здоров'я та соціальна допомога — 21,0 %, будівництво — 13,9 %, науковці, спеціалісти, менеджери — 9,7 %.